# Organización territorial de Argentina
La organización territorial de Argentina está conformada por varios niveles. En el primer nivel se ubican las 23 provincias y la Ciudad Autónoma de Buenos Aires, que es la capital de la nación en donde se encuentra la sede del Gobierno federal.

## Primer nivel

### Provincias
En la Argentina se denomina provincia a cada uno de los veintitrés estados federados denominados así en la Constitución de la Nación Argentina, que junto a la Ciudad Autónoma de Buenos Aires constituyen las jurisdicciones-divisiones territoriales de primer orden del país. 
El gobierno provincial tiene un poder ejecutivo encabezado por el gobernador, un poder legislativo conformado por la legislatura provincial y un poder judicial.

### Ciudad Autónoma de Buenos Aires
La Ciudad de Buenos Aires, a los efectos de la organización territorial, es una ciudad autónoma que constituye una de las 24 jurisdicciones de primer orden que conforman el país, junto a las provincias. Como ellas, tiene sus propios poderes políticos: ejecutivo, ejercido por el jefe de gobierno; legislativo, constituido por la legislatura de la ciudad y judicial y su propia policía. Se encuentra dividida en 15 comunas que agrupan a 48 barrios.
En 1880, en el proceso llamado federalización de la ciudad de Buenos Aires el Poder Ejecutivo Nacional, puso bajo su propia jurisdicción el territorio de la ciudad separándola definitivamente de la provincia de Buenos Aires a la que había pertenecido hasta entonces y que era su capital. Esta capitalidad provincial se trasladaría a la ciudad de La Plata, fundada ad hoc y se estableció el gentilicio bonaerense para la provincia manteniendo porteño/a la ciudad.
Buenos Aires es la capital del estado nacional argentino, es decir la sede de los poderes ejecutivo, legislativo y judicial de la nación. Así como también la sede de muchas organizaciones gubernamentales de carácter nacional.
Con una superficie de 200 km², es la jurisdicción de primer nivel más pequeña, 100 veces más pequeña que las provincias más pequeñas. Demográficamente tiene 3 millones de habitantes, lo que la convierte en la cuarta jurisdicción más poblada. Es el centro de un aglomerado urbano de 13 millones de habitantes denominado Gran Buenos Aires, que se extiende también por la provincia de Buenos Aires que, a su vez, el aglomerado más poblado del país, con 10 veces más población que los aglomerados que le siguen (Córdoba y Rosario). Estos hechos constituyen un caso de macrocefalia.

### Sistema federal de Argentina
El sistema federal argentino está conformado por sujetos políticos de existencia necesaria o inexorable, los cuales son identificados y regulados por la Constitución Nacional: el Estado Nacional, las provincias, la Ciudad Autónoma de Buenos Aires y los municipios. Otros sujetos políticos son de existencia posible o eventual, ya que su existencia depende de la voluntad de los sujetos políticos inexorables, tanto los que se hallen organizados política y administrativamente, como aquellas áreas que no lo están. Estos son: la Capital de la Nación si fuera trasladada de su asiento actual en la Ciudad Autónoma de Buenos Aires; las regiones para el desarrollo económico y social formadas por provincias (ambos casos previstos en la Constitución Nacional); los territorios nacionales organizados (el último de los cuales existió hasta el 10 de enero de 1992) y los espacios marítimos y aéreos de jurisdicción federal; los departamentos; las agrupaciones de municipios y otros gobiernos locales; los gobiernos locales no constituidos en municipios y las áreas provinciales sin gobierno local, incluyendo espacios marítimos, aéreos, fluviales y lacustres. Existen además subdivisiones de los municipios y de otros gobiernos locales.
De acuerdo a los datos proporcionados por el Instituto Geográfico Nacional y por el INDEC, las provincias, sus superficies (estos datos pueden variar cuando son suministrados por las propias provincias, debido a disputas de límites interprovinciales) y poblaciones proyectada al año 2020, son:
|  | Distrito                                              | Capital                             | Población (proy. 2020) | Superficie (km²) |
|  | ----------------------------------------------------- | ----------------------------------- | ---------------------- | ---------------- |
|  | Ciudad Autónoma de Buenos Aires                       |                                     | 3 075 646              | 200              |
|  | Buenos Aires                                          | La Plata                            | 17 541 141             | 307 571          |
|  | Catamarca                                             | San Fernando del Valle de Catamarca | 415 438                | 102 602          |
|  | Chaco                                                 | Resistencia                         | 1 204 541              | 99 633           |
|  | Chubut                                                | Rawson                              | 618 994                | 224 686          |
|  | Córdoba                                               | Córdoba                             | 3 760 450              | 165 321          |
|  | Corrientes                                            | Corrientes                          | 1 120 801              | 88 199           |
|  | Entre Ríos                                            | Paraná                              | 1 385 961              | 78 781           |
|  | Formosa                                               | Formosa                             | 605 193                | 72 066           |
|  | Jujuy                                                 | San Salvador de Jujuy               | 770 881                | 53 219           |
|  | La Pampa                                              | Santa Rosa                          | 358 428                | 143 440          |
|  | La Rioja                                              | La Rioja                            | 393 531                | 89 680           |
|  | Mendoza                                               | Mendoza                             | 1 990 338              | 148 827          |
|  | Misiones                                              | Posadas                             | 1 261 294              | 29 801           |
|  | Neuquén                                               | Neuquén                             | 664 057                | 94 078           |
|  | Río Negro                                             | Viedma                              | 747 610                | 203 013          |
|  | Salta                                                 | Salta                               | 1 424 397              | 155 488          |
|  | San Juan                                              | San Juan                            | 781 217                | 89 651           |
|  | San Luis                                              | San Luis                            | 508 328                | 76 748           |
|  | Santa Cruz                                            | Río Gallegos                        | 365 698                | 243 943          |
|  | Santa Fe                                              | Santa Fe de la Vera Cruz            | 3 536 418              | 133 007          |
|  | Santiago del Estero                                   | Santiago del Estero                 | 978 313                | 136 351          |
|  | Tierra del Fuego, Antártida e Islas del Atlántico Sur | Ushuaia                             | 173 432                | 21 571           |
|  | Tucumán                                               | San Miguel de Tucumán               | 1 694 656              | 22 524           |
|  | Argentina                                             | Ciudad de Buenos Aires              | 45 376 763             | 2 780 400        |

## Segundo nivel
El segundo nivel está integrado por los departamentos, que son las subdivisiones de 22 de las provincias; los partidos, son las subdivisiones de la provincia de Buenos Aires y las 15 comunas que son las subdivisiones de la Ciudad Autónoma de Buenos Aires.

Mapa de Argentina con las subdivisiones de segundo nivel en color blanco.

### Departamentos
Son las subdivisiones de segundo nivel de 22 de las 23 provincias, siendo Buenos Aires la excepción. Se caracterizan por no tener gobierno propio como sí lo tienen las provincias y los municipios. Cumplen una función de división catastral y estadística, y en algunas provincias también son utilizadas como distritos electorales para determinar representantes a las legislaturas provinciales y nacional o como unidades de descentralización de diversos órganos provinciales como la policía y el Poder Judicial. Fueron creadas por los gobiernos provinciales, por el gobierno nacional, al momento de ser las provincias territorios nacionales o, en algunos casos, por el gobierno virreinal en épocas anteriores a la independencia nacional. Actualmente la creación de nuevas subdivisiones corresponde a cada gobierno provincial, variando en metodología y complejidad.
En general, dentro de un departamento hay una o varias localidades pobladas que tienen su propio gobierno sea este municipal, comisión de fomento, etc. Una de ellas es denominada cabecera del departamento que, llegado el caso, sirve de asiento a las dependencias administrativas correspondientes.
En las provincias de Mendoza, San Juan y La Rioja los municipios tiene sus límites coincidentes con los departamentos. La cabecera del departamento es la localidad donde se ubica la sede del gobierno municipal.

### Partidos de la provincia de Buenos Aires
La Provincia de Buenos Aires, se divide administrativamente en 135 partidos. De manera similar a las provincias de La Rioja, Mendoza y San Juan, cada partido contiene a un solo municipio. La denominación surge porque entre 1821 y 1854 el territorio bonaerense estuvo administrado por jueces de paz y su jurisdicción se correspondía con un partido judicial.

### Comunas de la ciudad autónoma de Buenos Aires
Las comunas son las unidades de gestión política y administrativa descentralizada de la ciudad, tienen competencia territorial, del patrimonio de su territorio y con personería jurídica propia. Cumplen además, una función electoral al momento de elegir funcionarios comunales y nacionales, reemplazando a las antiguas secciones electorales. Agrupan también a los barrios oficiales de la ciudad. Fueron establecidas en 1996, al sancionarse la Constitución de la Ciudad de Buenos Aires, reglamentadas en 2005 a través de la Ley 1777 y sus límites fijados en 2008 por la Ley 2650. Las juntas comunales deben ser integradas por siete miembros cada una y sus elecciones se llevan a cabo cada 4 años desde 2011.

## Tercer nivel
Para muchas provincias, el tercer nivel de organización territorial es el municipio. Las provincias de Entre Ríos y Santa Fe, dividen sus departamentos en distritos y la de Córdoba en pedanías.

### Municipios
El municipio es la entidad administrativa generalmente asociada a una ciudad. Está compuesto por un territorio claramente definido denominado ejido municipal y la población que lo habita. Su gobierno se denomina municipalidad cuyo poder ejecutivo es el intendente y el legislativo, el concejo deliberante.
Es común que dentro del ejido hayan surgido localidades menores que, con el tiempo, crecen y adquieren su propia identidad. Esto resulta esperable en los provincias que tienen departamentos-municipios (como Mendoza) o partidos-municipios (como Buenos Aires) aunque también se da en otras. Así resulta que un municipio puede contener varias localidades.
Si bien las relaciones de inclusión entre departamentos y provincias es perfecto (no hay un departamento que se desarrollen en más de una provincia) esta relación entre municipio y departamentos no lo es. Existiendo unos pocos municipios que se desarrollan en más de un departamento.
A partir de 1957 las provincias argentinas comenzaron a reconocer expresamente en sus constituciones la autonomía de sus municipios, e incluso su facultad constituyente para darse sus propias cartas orgánicas. En 1989 la Corte Suprema de Justicia interpretó que los municipios eran constitucionalmente autónomos. Este fallo y los reconocimientos de las constituciones provinciales fueron recogidos en la reforma de la Constitución Nacional de 1994 que consagró la autonomía de los municipios argentinos. Esta autonomía incluye los aspectos Institucional, con la posibilidad de dictar su propia carta orgánica; política, la capacidad de elegir sus propias autoridades; administrativa, económica y financiera. La mayoría de las provincias optó por establecer requisitos poblacionales para permitir el dictado de cartas orgánicas. En este sentido algunas provincias establecen categorías de localidades.
El territorio en que se extiende la acción administrativa municipal se denomina ejido. Su origen se remontan a la época colonial. Se trataban de espacios públicos a la salida del trazado urbano. Eran administrados primero por el cabildo, luego por la hacienda provincial y a partir de 1857, por la municipalidad recientemente conformada. En las últimas décadas del siglo XIX fueron privatizados.
Actualmente las pautas generales para las divisiones del territorio de las provincias y la fijación de los límites de los municipios está establecida en las constituciones provinciales y se delega al Poder Legislativo la fijación definitiva de límites. Existen diversos sistemas para la determinación territorial del municipio:
Ejido urbano: según el cual se hace coincidir los límites del municipio con los del espacio urbanizado. La gestión de los territorios fuera de los ejidos es responsabilidad del estado provincial. Este sistema es aplicado en las provincias de San Luis y Santa Cruz.
Ejidos colindantes: en el que los ejidos incluyen un área urbana y una rural de manera que todo el territorio provincial queda comprendido dentro de gobiernos locales con límites comunes. Es el régimen al que adhiere la mitad de las provincias argentina.
Mixto: En el que los ejidos incluyen un área urbana y una rural circundante a aquella, pero quedan entre ellos áreas no comprendidas en ningún municipio. Este sistema es el dominante en 10 provincias: 6 del norte: Tucumán, Santiago del Estero, Chaco, Formosa, Corrientes y Entre Ríos; y 4 en la Patagonia: Neuquén, Río Negro, Chubut y Tierra del Fuego.
Cada sistema tiene ventajas y desventajas:
El sistema de ejido urbano se ajusta al concepto tradicional de municipio, encargado de asuntos propios de una ciudad y con una gestión de cara a la población urbana.
El sistema de ejidos colindantes tiene posibilidad de integrar y atender desde nivel municipal a la población rural dispersa o a las pequeñas localidades. El sistema mixto lo puede hacer con la de su entrono más cercano. Como contraparte, estos sistemas pueden subordinar esas localidades aun cuando hayan alcanzado las condiciones para ser municipio. En estos sistemas la planificación territorial, se ve facilitada si el municipio tiene jurisdicción sobre el área rural circundante.

## Tabla de los niveles
| Entidad                  | Entidad                                      | Entidad                                      |                                              |
| Nivel                    | Tipo                                         |                                              |                                              |
| Entidad de primer nivel  |                                              |                                              |                                              |
| ------------------------ | -------------------------------------------- | -------------------------------------------- | -------------------------------------------- |
| Entidad de primer nivel  | 23 provincias y una ciudad autónoma          |                                              |                                              |
| Entidad de segundo nivel | 380 departamentos, 135 partidos y 15 comunas | 380 departamentos, 135 partidos y 15 comunas | 380 departamentos, 135 partidos y 15 comunas |
| Entidad de tercer nivel  | Municipios, distritos, pedanías              | Municipios, distritos, pedanías              | Municipios, distritos, pedanías              |

## Espacio marítimo
Argentina extiende su soberanía sobre el mar adyacente a sus costas y de sus islas, así como también sobre el lecho y subsuelo de las áreas marinas, sus recursos vivos y minerales, y sobre su espacio aéreo marino. El Estado argentino ejerce su soberanía marítima en distintos grados: mar territorial (12 millas marinas desde la línea de base costera), la zona marítima contigua (24 millas marinas), la zona económica exclusiva (200 millas marinas) y la plataforma continental argentina, cuyo proceso de delimitación finalizó en 2016, estableciéndose sobre un área de 6 581 500 km², una de las más extensas del mundo.